# ティシフォネ (小惑星)
ティシフォネ (466 Tisiphone) は、小惑星帯の外縁部に位置する小惑星の一つ。
ギリシア神話の復讐の女神、エリーニュスの一柱ティシフォネにちなんで名づけられた。